# پادشاه اشک لی بانگ وون
پادشاه اشک لی بانگ وون (کره‌ای: 태종 이방원; لاتین‌نویسی اصلاح‌شده: Taejong Yi Bang-won) مجموعهٔ تلویزیونی کره جنوبی با بازی جو سانگ ووک به عنوان شخصیت اصلی است. با این مجموعه، شبکهٔ کی‌بی‌اس درام‌های تاریخی را احیا می‌کند، آخرین درام تاریخی کی‌بی‌اس، جانگ یونگ شیل بود که در سال ۲۰۱۶ روی آنتن رفت. این مجموعه داستان یی بانگ وون، سومین پادشاه چوسان را از یک بعد جدیدی به تصویر می‌کشد. پادشاه اشک لی بانگ وون از ۱۱ دسامبر ۲۰۲۱ تا ۱ مه ۲۰۲۲، روزهای شنبه و یکشنبه ساعت ۲۱:۴۰ (کی‌اس‌تی) از کی‌بی‌اس۱ برای ۳۲ قسمت پخش شد.

## بازیگران

### اصلی
- جو سانگ ووک در نقش یی بانگ وون، پادشاه ته‌جونگ، سومین پادشاه چوسان.[۲] شناخته شده به عنوان «دوک جونگ‌آن» (정안공, 靖安公)
- کیم یونگ چول در نقش یی سونگ گه، پادشاه ته‌جو، بنیان‌گذار و اولین پادشاه چوسان.[۷]
- پارک جین هی در نقش ملکه وونگ‌یونگ، سومین ملکهٔ چوسان.[۸]
- یه جی وون در نقش ملکه سیندوک (ملکه هیون)، اولین ملکهٔ چوسان.[۸]
- یه سو جونگ در نقش ملکه شین اون، مادر تائجونگ چوسان

## تولید
این مجموعه همکاری دوباره بازیگران جو سانگ ووک و پارک جین هی پس از مجموعه تلویزیونی غول (۲۰۱۱) بود.
اولین جلسه فیلم‌نامه خوانی در ۲۴ اوت ۲۰۲۱ برگزار شد. در ۹ نوامبر ۲۰۲۱، تصاویری از این مجموعه توسط شرکت تولیدکننده منتشر شد.
در ۲۸ نوامبر ۲۰۲۱، گزارش شد که تست کووید ۱۹ بازیگر یه جی وون مثبت شده‌است و فیلم‌برداری طبق برنامه‌ریزی بدون حضور او ادامه پیدا کرد.
در ۲۱ ژانویه ۲۰۲۱، کی‌بی‌اس تصمیم گرفت قسمت‌هایی که قرار بود به ترتیب در ۲۲ و ۲۳ ژانویه پخش شوند را لغو کند. احتمالاً دلیل آن مشاجره‌های مربوط به مرگ یک اسب در هنگام فیلم‌برداری این مجموعه بود. این دو قسمت بعداً در ۲۶ و ۲۷ فوریه ۲۰۲۲ پخش شدند.

## مشاجره
در ۲۰ ژانویه ۲۰۲۲، کی‌بی‌اس یک معذرت خواهی به خاطر مردن یک اسب در طی فیلم‌برداری قسمت هفتم، منتشر کرد. در یک سکانس فیلم‌برداری شده، اسب و سوارش هر دو زمین افتادند. پای عقب اسب با سیم بسته شده بود و باعث شد اسب به هوا برود و روی گردن خود فرود بیاید.
درحالی‌که بازیگر سوار بر اسب نیز مجروح شده بود، اسب یک هفته پس از این حادثه جان خود را از دست داد و باعث ایجاد اعتراض عمومی شدیدی نسبت به حیوان آزاری شد.